# Karbonylowanie
Karbonylowanie – rodzaj reakcji chemicznej polegającej na przyłączeniu cząsteczki tlenku węgla do innego indywiduum cząsteczkowego, w wyniku czego powstają głównie kwasy karboksylowe i ich estry.